# Beretta M1934
Beretta Model 1934 — італійський напівавтоматичний пістолет часів Другої світової війни.

## Історія
На початку 1930-х років італійська армія висловила бажання прийняти на озброєння німецький пістолет Вальтер РР, але фірма Беретта не могла допустити на ринок конкурентів, і тому був розроблений пістолет під назвою M1934, який був прийнятий на озброєння в 1937.
Пістолет вироблявся з 1934 по 1980 роки (пізніше, в 1991 році було випущено партію в 4500 шт. для колекціонерів).

## Варіанти

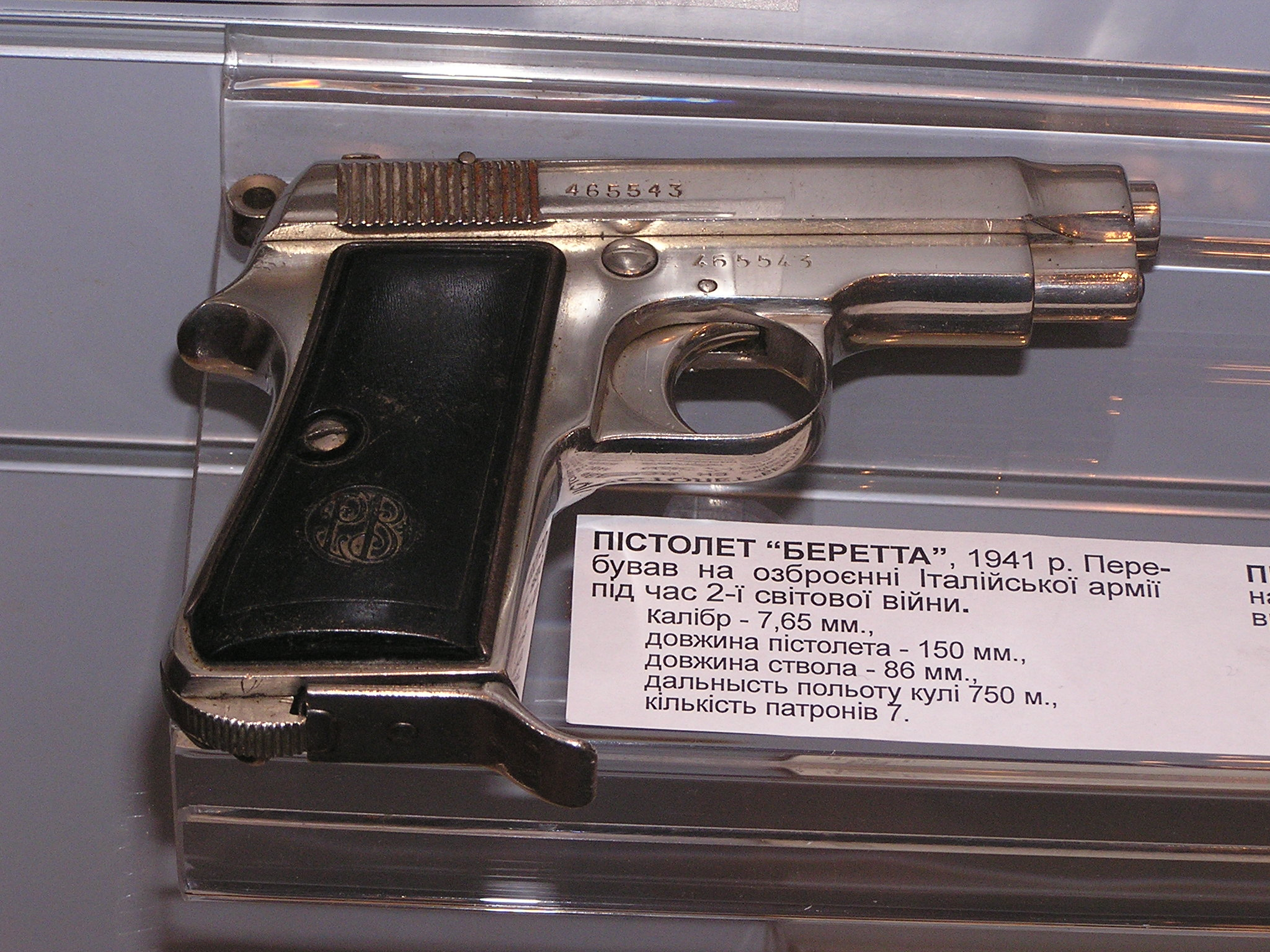
Beretta M1935 в музеї історії донецької міліції

- Beretta M1935 — 8-зарядний варіант під патрон 7,65×17 мм, знаходився на озброєнні ВПС и ВМС Італії.
- Beretta 948 — варіант під набої .22 Long Rifle, випускався з 1949 по 1958 для цивільного ринку.

## Країни-експлуатанти
- Італія
- Третій Рейх — під назвою Pistole 671(i)
- Румунія: набой мав назву 9 mm Corto.
- Фінляндія: під час Зимової війни було закуплено 60 Beretta M/34. Крім того, в липні 1941 командування тилових частин в Італії розмістило замовлення на 500 Beretta M/34. З багатьма проблемами партія зброї прийшла до країни тільки у квітні 1943. Всього у фінській армії використовувалось 1400—1500 зразків. В 1951—1986 на складах знаходилось 999 пістолетів[1].

## Додатково
- У фільмі «Діамантова рука» міліціонер Володя передає Семену Семеновичу «на всякий пожежний» пістолет Beretta M1934 з холостими набоями.
- Beretta M1934 — зброя кілера Кіріки Юмури з аніме-серіалу Noir.
- З цього пістолета було вбито Махатму Ганді 30 січня 1948.